# Насильство
Наси́льство — застосування силових методів або психологічного тиску за допомогою погроз, свідомо спрямованих на слабших або тих, хто не може чинити опір, тобто будь-яке застосування сили щодо беззахисних.
Насильство: Умисне застосування фізичної сили або влади, виконане реально або здійснене у вигляді погрози, спрямоване проти себе, проти іншої особи, групи осіб або громади, результатом є (або з високою ймовірністю може настати) отримання тілесних ушкоджень, смерті, психологічної травми, відхилення в розвитку або різного роду шкода.

Визначення ВООЗ
Відповідно до офіційної позиції ВООЗ, причини насильства частково зумовлені біологічними та іншими факторами, які дають підстави говорити про певну схильність деяких людей до агресії, однак частіше за все ці фактори взаємодіють з сімейними, суспільними, культурними та іншими факторами зовнішнього характеру і таким чином створюють ситуацію, в якій виникає насильство.

## Генеза
Вчені згодні в тому, що насильство було притаманне людям завжди. При цьому є археологічні свідчення, що показують: миролюбність для доісторичних людей була настільки ж характерною, як і спалахи насильства. Є також дослідження, що доводять — люди мають безліч природних механізмів, спрямованих на кооперацію, стримування агресії і мирне вирішення конфліктів, і що ці механізми настільки ж природні, як і агресивні нахили.

## Типологія насильства
ВООЗ поділяє насильство на три широкі категорії, класифікуючи за суб’єктами, що здійснюють акт насильства:
- замах на власне життя або здоров'я;
- міжособистісне насильство;
- колективне насильство.

Тобто відрізняється насильство, яке людина здійснює щодо самої себе; насильство, здійснюване іншою людиною або групою людей, насильство, яке здійснюється великою групою, наприклад: державою, організованими політичними групами, озброєними і терористичними організаціями.

Інша класифікація актів насилля може бути за їх природою: 
- фізичне;
- сексуальне;
- психологічне;
- економічне;
- те, що полягає у завданні збитків або відсутності турботи.[5]